# Településképi arculati kézikönyv

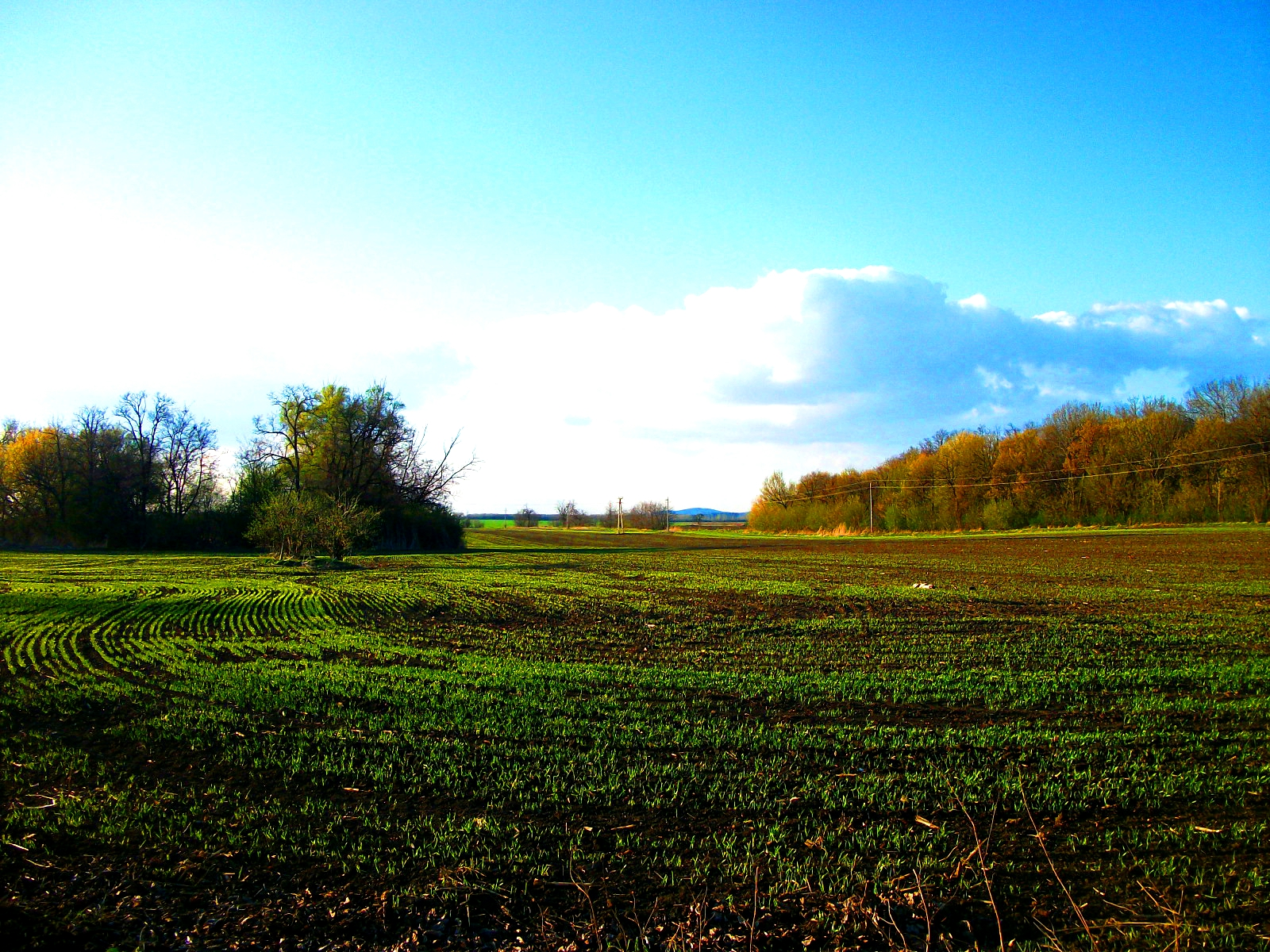
Fotó a zichyújfalui Településképi Arculati Kézikönyvből

A településképi arculati kézikönyv adott magyarországi települést bemutatni szolgáló kiadvány. A településképi arculati kézikönyvek feladata a magyarországi települések sajátos, egyedi arcának és védendő értékeinek a bemutatása. A Településképi Arculati Kézikönyvről a 400/2016. (XII. 5.) kormányrendelet rendelkezik. A településképi törvény előírásaival összhangban módosításra került a 190/2009. (IX. 15.) kormányrendelet a főépítészi tevékenységről, a módosítás alapján a főépítész feladatai közé kerül többek között a települési arculati kézikönyv elkészítése.